# Saladillo partido
Saladillo egy partido Argentína középpontjától keletre, Buenos Aires tartományban. Székhelye Saladillo.

## Népesség
A partido népessége a közelmúltban a következőképpen változott:
| Év   | Lakosság |
| ---- | -------- |
| 2001 | 29 363   |
| 2010 | 32 103   |